# Microparasellus libanicus
Microparasellus libanicus är en kräftdjursart som beskrevs av Claude Chappuis och G. Delamare 1954. Microparasellus libanicus ingår i släktet Microparasellus och familjen Microparasellidae. Inga underarter finns listade i Catalogue of Life.